# Тульчинская епархия (старообрядческая)
Тульчинская епархия (рум. Eparhia Tulcei) — епархия Русской православной старообрядческой церкви с центром в городе Тульча, в Румынии.

## История
Епархия была учреждена в августе-сентябре 1850 года. Её епископом (с обязанностями наместника Аркадия (Дорофеева)) был 26 сентября 1847 года поставлен священноинок Славского скита Алимпий (Вепринцев), который в 1854 году вместе с епископом Славским Аркадием (Дорофеевым) был арестован русскими военными и отправлен в Суздаль, где и скончался в заключении в Спасо-Евфимивском монастыре.
22 мая 1861 года управляющим Тульчинской епархией был поставлен Иустин (Игнатьев), который позднее переехал на территорию России и в 1867 году был принят в единоверие.
После русско-турецкой войны 1877—1878 годов Добруджа отошла к Румынии и старообрядческие епархии оказались уже в пределах Румынского королевства. Румынское правительство признало за ними все права, какими они пользовались в Турции.
Ряд Тульчинских архиереев — Никодим (Федотов), Иннокентий (Усов), Тихон (Качалкин), Иоасаф (Тимофей), Леонтий (Изот) позднее были избраны митрополитами Белокриницкими и возглавили Русскую православную старообрядческую церковь в Румынии.

## Епископы
- Алимпий (Вепринцев)[вд] (26 сентября 1847 — 25 августа 1859)
- Иустин (Игнатьев) (22 мая 1861 — 4 декабря 1866)
- Иеремия (30 ноября 1872 — 28 июля 1873)
- Виссарион (16 декабря 1873 — 6 декабря 1877)
- Алимпий (Кузьмин) (15 августа 1878 — 20 января 1899)
- Макарий (Лобов) (4 июня 1900 — 10 сентября 1906)
- Иоасаф (13 мая 1907 — 15 сентября 1908)
- Ермоген (11 октября 1909 — 2 мая 1914)
- Никодим (Федотов) (13 октября 1919 — 1 октября 1924)
- Саватий (1927—1940) в/уп, епископ Славский
- Иннокентий (Усов) (21 июля 1940 — 8 мая 1941)
- Тихон (Качалкин) (1941 — 12 апреля 1942)
- Иоасаф (Тимофей) (1960 — 15 декабря 1968)
- Никодим (? — июнь 1994)
- Леонтий (Изот) (24 мая 1996 — 12 ноября 2006), с 24 октября 1996 — в/уп.
- Паисий (Халким) (с 12 ноября 2006)